# Старый Акульшет
Старый Акульшет — село в Тайшетском районе Иркутской области России. Административный центр Старо-Акульшетского муниципального образования.

## География
Село находится на расстоянии примерно 10 км к северу от города Тайшет, административного центра района.

## Население
| 2002 | 2010 | 2011 | 2012 |
| ---- | ---- | ---- | ---- |
| 769  | ↗843 | ↘840 | ↗875 |

### Половой состав
По данным Всероссийской переписи, в 2010 году в селе проживали 843 человека (385 мужчин и 458 женщин).